# Циан (компания)
«Циа́н» — российская онлайн-платформа, где собраны объявления о продаже и аренде различных помещений. Занимает четвёртое место по объёму предложений среди конкурентов. По количеству зарегистрированных на сайте риелторов и агентств «Циан» занимает второе место. Капитализация компании — 74 млрд рублей.
В разное время среди акционеров значились Elbrus Capital и Goldman Sachs. Доли в компании сохраняет генеральный директор «Циана» Максим Мельников, а также основатель проекта Дмитрий Дёмин, который, по словам Мельникова, давно живёт за границей и не принимает участия в управлении.

## История
Сайт cian.ru был зарегистрирован в сентябре 2001 года. Запустил проект Дмитрий Дёмин и его напарник, оба предпринимателя из Кирова. Бизнесмены создали базу недвижимости в Москве. Дмитрий вёл табличку в программе Excel, свежие объявления он получал на электронную почту, затем выгружал на собственноручно сделанный сайт, который с самого начала позиционировался как инструмент для риелторов.
В 2013 году Максим Мельников стал генеральным директором и управляющим партнёром «Циан», в одном из интервью он рассказал, что создатель проекта Дмитрий Дёмин редко появляется в России, а его напарник больше не занимается бизнесом. Новый дизайн для проекта выпускает Артемий Лебедев.
В 2014 году контрольный пакет акций перешёл к фонду Elbrus Capital, после этого компания начала укреплять позиции в Москве и Петербурге: было решено объединить сайты cian.ru и realty.dmir.ru, позже elms.ru.
В 2015 году был запущен раздел «Циан. Новостройки», в этом году Forbes оценил стоимость компании в 120 млн долларов.
В 2018 году компания начала активно сотрудничать с банками: «Тинькофф», Райффайзен, ПСБ, Альфа и другими, запустив проект «Финансы» внутри своей экосистемы, в это же время сам сайт вошёл в топ-15 рейтинга Top Websites Ranking компании SimilarGroup по сервисам недвижимости в мире.

В 2020 году Forbes оценил «Циан» в 96 млн долларов. Потеряв в капитализации, менеджмент покупает ещё один сайт по поиску недвижимости — N1.ru, таким образом компания расширяет своё влияние на Екатеринбург, Омск и Красноярск. В этот момент головной офис принадлежит четырём собственникам среди них Дмитрий Дёмин, инвестфонд Elbrus Capital, владеющий контрольным пакетом, инвестбанк Goldman Sachs, который вошёл в проект на рубеже 2017—2018 годов, а также менеджмент компании со своей долей.
«Что касается падения капитализации, то этого не происходило. За шесть лет мы выросли в десять раз по выручке, в восемь — по аудитории и вышли за пределы Москвы и Санкт-Петербурга, фактически начав работать по всей стране. Если у нас было 2-3 млн пользователей в месяц, стало 15 млн, однозначно произошел рост компании в стоимости», — заявил генеральный директор Максим Мельников в одном из своих интервью.
В 2021 году «Авито» отказали в покупке «Циана», Федеральная антимонопольная служба приняла такое решение, поскольку обе компании занимают лидирующие позиции на рынке, а их слияние могло бы привести к необоснованному повышению цен и снижению конкуренции.
В ноябре 2021 года «Циан» объявил, что проведёт IPO по верхней границе ценового диапазона — по 16 долларов за одну депозитарную акцию, таким образом капитализация компании приблизилась к отметке в 1 млрд долларов. Для сравнения, в этот момент выручка американского онлайн-маркетплейса недвижимости Zillow — 2,7 млрд долларов, рыночная капитализация — 28 млрд долларов.
Нью-Йоркская фондовая биржа после вторжения России на территорию Украины приостановила торги по бумагам «Циан» в феврале 2022 года, в марте 2023 года приняла решение об их делистинге.
В апреле 2024 года компания заявила о запуске сервиса «ЦианGPT», который занимается написанием объявлений об аренде или продаж квартир. Текст создаётся на основе параметров, которые пользователь указывает при заполнении формы.
В августе 2024 года Cian Technology Ltd. (холдинговая компания «Циан») подала документы на регистрацию в специальном административном районе (САР) на острове Октябрьский в Калининградской области, ранее группа была зарегистрирована на Сейшельских островах.

## Показатели
Большая часть выручки — плата за размещение объявлений: собственники квартир почти всегда публикуют свои сообщения бесплатно, а вот риелторы, размещающие коммерческие посты, платят комиссию — она и составляет основной доход «Циана» — в 2022 году компания заработала на этом 4,8 млрд рублей или 58 % всей своей выручки. Лидогенерация (привлечение клиентов, сбор информации о них) принесла компании — 2,4 млрд рублей, или 29 % выручки. Реклама на сайте — 0,7 млрд рублей, или 8 % выручки. Другие направления бизнеса, включая ипотечные кредиты от банков-партнёров, оценка рыночной стоимости объектов недвижимости, аналитика по рынку недвижимости для бизнеса и проведение сделок с недвижимостью — 5 % выручки.
По итогам девяти месяцев 2023 года выручка компании выросла на 41 % в годовом выражении до 85,2 млн долларов. Прибыль составила 14,6 млн долларов. На счетах компании на конец первого полугодия этого года — 5,2 млрд рублей.
За первое полугодие 2024 года на платформе было представлено 1,9 млн объявлений, а среднее количество уникальных посетителей в месяц составило 19 млн.